# Mamilos Polêmicos
Mamilos Polêmicos é um vídeo viral brasileiro gravado em 2011 quando Bruno Nicoletti, então com 12 anos de idade, sem camisa e diante de uma webcam, gravou um vídeo que viralizou na internet nacionalmente, sendo conhecido a partir de então em todo o país como "Garoto do Mamilo". A expressão "mamilos polêmicos", repetida algumas vezes durante a gravação, causou alvoroço e é lembrada mais de 10 anos após o evento. No dia da gravação do vídeo, Bruno havia faltado da escola para poder jogar o jogo eletrônico Habbo e em meio a esse contexto gravou o famoso vídeo de 20 segundos. O Museu de Memes tem uma entrada para o vídeo em seu acervo.
| “                 | Eu lembro que eu faltei na escola para ficar jogando e o inesperado aconteceu. A minha internet caiu e então eu lembro que peguei meu notebook e comecei a gravar vídeos. E um deles é esse que vocês conhecem. (...) Eu só publiquei o vídeo e de repente a minha vida tinha virado de ponta-cabeça e eu estava com os meus pares de mamilos polêmicos espalhados pelo mundo todo. Hoje em dia não tenho mais nenhuma associação de gravação de vídeos para a internet. | ” |
| — Bruno Nicoletti | |   |

## Repercussão
Mais de uma década depois da viralização do vídeo, Bruno deu entrevistas em programas como o Encontro com Fátima Bernardes acerca do ocorrido. Atualmente, ele vive e trabalha em Pirituba, Zona Oeste de São Paulo.